# Missionarie del Cuore di Maria
Le Missionarie del Cuore di Maria (in spagnolo Misioneras "Corazón de María") sono un istituto religioso femminile di diritto pontificio: le suore di questa congregazione pospongono al loro nome la sigla M.C.M.

## Storia

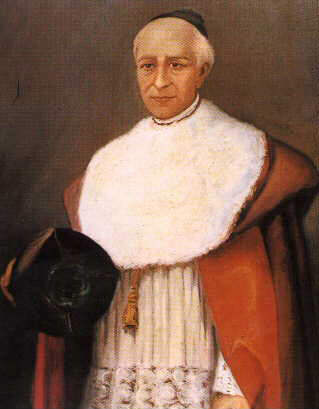
Joaquín Masmitjà y de Puig, fondatore della congregazione

La congregazione fu fondata a Olot, in diocesi di Gerona, il 1º luglio 1848 da Joaquín Masmitjà y de Puig (1808-1886) con il nome di Figlie del Santissimo e Immacolato Cuore di Maria.
Le prime case all'estero furono fondate nel 1871 in California; nel 1911 furono impiantate comunità in Messico e a Cuba.
L'istituto ricevette il pontificio decreto di lode il 20 febbraio 1893 e le sue costituzioni furono approvate definitivamente dalla Santa Sede il 21 gennaio 1907.

## Attività e diffusione
Le suore si dedicano all'istruzione e all'educazione cristiana della gioventù.
Oltre che in Spagna, sono presenti in Francia, Brasile, Cile, Cuba, Stati Uniti d'America; la sede generalizia è a Gerona.
Alla fine del 2008 la congregazione contava 163 religiose in 33 case.